# Allobates vanzolinius
Allobates vanzolinius (Morales, 2002) è un anfibio anuro appartenente alla famiglia degli Aromobatidi.

## Etimologia
L'epiteto specifico è stato dato in onore di Paulo Emilio Vanzolini.

## Distribuzione e habitat
È endemica dello stato di Amazonas in Brasile, dove si trova nel bacino del rio Juruá.